# Phylloptera
Phylloptera is een geslacht van rechtvleugeligen uit de familie sabelsprinkhanen (Tettigoniidae). De wetenschappelijke naam van dit geslacht is voor het eerst geldig gepubliceerd in 1831 door Serville.

## Soorten
Het geslacht Phylloptera omvat de volgende soorten:
- Phylloptera ambigua Bolívar, 1900
- Phylloptera appendiculata Brunner von Wattenwyl, 1878
- Phylloptera ensifolia Saussure, 1859
- Phylloptera insularis Bruner, 1915
- Phylloptera laevigatus Brunner von Wattenwyl, 1891
- Phylloptera madagassus Karsch, 1889
- Phylloptera tenellus Brunner von Wattenwyl, 1878
- Phylloptera acreana Piza, 1981
- Phylloptera alliedea Caudell, 1906
- Phylloptera amapaensis Piza, 1981
- Phylloptera ancilla Brunner von Wattenwyl, 1878
- Phylloptera arata Brunner von Wattenwyl, 1878
- Phylloptera binotata Walker, 1869
- Phylloptera biornata Piza, 1981
- Phylloptera brevifolia Brunner von Wattenwyl, 1891
- Phylloptera breviramulosa Brunner von Wattenwyl, 1891
- Phylloptera cantareirae Piza, 1961
- Phylloptera cassinaefolia Saint-Fargeau & Serville, 1825
- Phylloptera cognata Rehn, 1920
- Phylloptera contracta Walker, 1869
- Phylloptera cordata Piza, 1981
- Phylloptera coriacea Brunner von Wattenwyl, 1891
- Phylloptera delicata Piza, 1981
- Phylloptera derodifolia Saussure, 1859
- Phylloptera digramma Walker, 1869
- Phylloptera dimidiata Brunner von Wattenwyl, 1878
- Phylloptera erosifolia Piza, 1981
- Phylloptera esalqueana Piza, 1972
- Phylloptera famula Brunner von Wattenwyl, 1878
- Phylloptera festae Griffini, 1896
- Phylloptera fosteri Caudell, 1906
- Phylloptera gracilipes Brunner von Wattenwyl, 1891
- Phylloptera incognita Piza, 1973
- Phylloptera infuscata Brunner von Wattenwyl, 1891
- Phylloptera laevis Giglio-Tos, 1898
- Phylloptera lenkoi Piza, 1981
- Phylloptera lineamentis Vignon, 1924
- Phylloptera lineapurpurea Bruner, 1915
- Phylloptera maculosa Burmeister, 1838
- Phylloptera modesta Piza, 1961
- Phylloptera mutila Piza, 1961
- Phylloptera neotenella Otte, 1996
- Phylloptera nigroauriculata Brunner von Wattenwyl, 1891
- Phylloptera octonotata Hebard, 1924
- Phylloptera ovalifolia Burmeister, 1838
- Phylloptera panamae Hebard, 1927
- Phylloptera peruviana Brunner von Wattenwyl, 1878
- Phylloptera phyllopteroides Brunner von Wattenwyl, 1878
- Phylloptera picta Brunner von Wattenwyl, 1891
- Phylloptera pisifolia Saussure, 1859
- Phylloptera proxima Piza, 1967
- Phylloptera quinquemaculata Bruner, 1915
- Phylloptera roseoinflata Brunner von Wattenwyl, 1891
- Phylloptera signata Piza, 1981
- Phylloptera simpla Piza, 1961
- Phylloptera socia Brunner von Wattenwyl, 1891
- Phylloptera spinulosa Brunner von Wattenwyl, 1878
- Phylloptera strigipennis Walker, 1869
- Phylloptera tarda Giglio-Tos, 1898
- Phylloptera verruculosa Piza, 1977
- Phylloptera vicina Brunner von Wattenwyl, 1891